# Карамьелло, Франческо
Франческо Карамьелло (итал. Francesco Caramiello; род. 1964, Неаполь) — итальянский пианист.
Родился в музыкальной семье, правнук арфиста Джованни Карамьелло. Окончил неаполитанскую Консерваторию Сан-Пьетро-а-Майелла, где учился у Винченцо Витале и Массимо Бертуччи, изучал также композицию у Бруно Мадзотты. Совершенствовал своё мастерство под руководством Альдо Чикколини. Концертировал, помимо Италии, в Великобритании, США, Мексике, Германии, Норвегии, Японии. Отдал дань исторически ориентированному исполнительству, играя музыку XIX века на инструменте того же времени.
Наиболее известен работой над редко исполняемой и записываемой итальянской инструментальной музыкой XIX—XX веков. Записал полное собрание фортепианных сочинений Джованни Сгамбати (2001—2014, семь альбомов), включая неопубликованные произведения (часть из них Карамьелло подготовил к изданию) и транскрипции; выпустил четыре альбома фортепианной музыки Джузеппе Мартуччи (включая два фортепианных концерта c оркестром «Филармония»), — именно работа Карамьелло над записями Сгамбати и Мартуччи получила наиболее высокую оценку. Записал также альбом сочинений Отторино Респиги для фортепиано в четыре руки (вместе с Габриэле Бальдоччи). Из других записей Карамьелло существенны «Гойески» Энрике Гранадоса и альбом американской музыки (Аарон Копленд, Чарльз Айвз и Элиот Картер).
Преподаёт в Консерватории имени Доменико Чимарозы в Авеллино.